# Metapodoctis formosae
Metapodoctis formosae – gatunek kosarza z podrzędu Laniatores i rodziny Podoctidae.

## Występowanie
Gatunek endemiczny dla Tajwanu.